# マーク・ウォーリス
マーク・ウォーリス Marc Wallice（本名マーク・スティーヴン・ゴールドバーグ Marc Stephen Goldberg、1959年10月3日 - ）は、アメリカ合衆国の元ポルノ男優。静脈注射による麻薬の常用者であり、1998年にHIV陽性と認定されたためにポルノ業界に衝撃が走った。彼は一旦引退したが、後に監督・編集者・脚本家として復帰した。

## 来歴
1982年、22歳の時にポルノ映画界に入った。ワールド・モデリング・エージェンシーの募集広告に応じた時には、食品雑貨店の袋詰めの仕事をしていた。最初は台詞の無い役から始まったが、次第に活躍の場は広がり、1300本以上のストレートなポルノ映画に出演した。わずかに曲がっている割礼を施されたペニスを持つ、ブロンドで幾分筋肉質な男性だった。多くのアナル嗜好映画に出演した。エリカ・ボイヤーの性教育映画『The Fine Art of Anal Sex/Anal Intercourse』では基本的なアナルセックスの技術を実演指導している。
ドン・ウェーバー名義で出演した『A Matter of Size』(1983年、マット・スターリング監督) は確認可能な唯一のゲイ映画である。

## HIV
1998年4月30日、ちょうどウォーリスが男優から監督へと移行し始めていた時期に、シャロン・ミッチェルにより彼がHIV陽性である事が発表された。更にブルック・アシュレイ、トリシア・デヴェロー、ジョーダン・マックナイト、キンバリー・ジェイドなど数人の女優を故意に感染させたという噂や推測が広まり、ウォーリスの経歴は事実上終わりを告げた。

## 受賞
- 1990 AVN 最優秀乱交シーン（ビデオ） - 『Gang Bangs II』(デビー・ダイアモンド、ランディ・ウェスト、ブレイク・パーマー、ジェシー・イースタンと)[8]
- 1992年 XRCO 最優秀主演男優 (Single Performance) - 『エロティック・イリュージョン/白日夢 (House of Sleeping Beauties)』[9]
- 1993年 AVN 最優秀乱交シーン（ビデオ） - 『Realities 2』(アシュリン・ギア、T・T・ボーイと)[8]
- 1993年 XRCO 年間最優秀男優 (Body of Work)[10]
- 1998年 AVN 最優秀男女セックスシーン（映画） - 『背徳の肖像 赤い記憶 (Red Vibe Diaries)』(ミスティ・レインと)[8]
- AVN殿堂入り[11]
- XRCO殿堂入り[9]